# Masae Suzuki
Pour les articles homonymes, voir Suzuki (homonymie).
Masae Suzuki (鈴木 政江, Suzuki Masae), née le 21 janvier 1957, est une joueuse internationale de football japonaise.

## Biographie
Le 24 octobre 1984, elle fait ses débuts dans l'équipe nationale japonaise contre l'Italie. Elle participe à la Coupe du Monde 1991. Elle compte 45 sélections en équipe nationale du Japon de 1984 à 1991.

## Statistiques
Le tableau ci-dessous présente les statistiques de Masae Suzuki en équipe nationale
| Équipe du Japon | Équipe du Japon | Équipe du Japon |
| Année           | Matchs          | Buts            |
| --------------- | --------------- | --------------- |
| 1984            | 1               | 0               |
| 1985            | 0               | 0               |
| 1986            | 13              | 0               |
| 1987            | 4               | 0               |
| 1988            | 3               | 0               |
| 1989            | 9               | 0               |
| 1990            | 5               | 0               |
| 1991            | 10              | 0               |
| Total           | 45              | 0               |

## Palmarès
- Finaliste de la Coupe d'Asie 1986, 1991
- Troisième de la Coupe d'Asie 1989